# Thomas G:son
Thomas G:son (25. februar 1968) eller Thomas Gustafsson er en svensk sangskriver. Han er bedst kendt i Eurovision Song Contest sammenhæng, hvor han har skrevet adskillige melodier i meget forskellige musikalske genrer for flere lande:
| Deltagelser i Eurovision Song Contest |          |                          |           |       |
| År                                    | Land     | Sang                     | Plads     | Point |
| 2001                                  | Sverige  | Listen to your heartbeat | 5         | 100   |
| 2006                                  | Sverige  | Invincible               | 5         | 170   |
| 2007                                  | Norge    | Ven a bailar conmigo     | 18 (semi) | 48    |
| 2007                                  | Spanien  | I love you mi vida       | 20        | 43    |
| 2010                                  | Danmark  | In a moment like this    | 4         | 149   |
| 2012                                  | Spanien  | Quédate conmigo          | 10        | 97    |
| 2012                                  | Sverige  | Euphoria                 | 1         | 372   |
| 2013                                  | Georgien | Waterfall                | 15        | 50    |
| 2015                                  | Georgien | Warrior                  | 11        | 51    |
| 2015                                  | Spanien  | Amenecer                 | 21        | 15    |
| 2017                                  | Cypern   | Gravity                  | 21        | 68    |

Han har lavet musik til:
- 69 sange ved Melodifestivalen (Sverige)
- 13 sange ved Misión Eurovisión (Spanien)
- 6 sange ved Melodi Grand Prix (Norge)
- 4 sange ved Euroviisut (Finland)
- 4 sange ved Dansk Melodi Grand Prix (Danmark)
- 2 sange ved Piosenka dla Europy (Polen)
- 1 sang ved Eurosong (Belgien)
- 1 sang ved Georgiens grand prix
- 1 sang ved Eirodziesma (Letland)
- 1 sang ved Song for Europe (Malta)
- 1 sang ved Selectia Nationala (Rumænien), blev dog diskvalificeret da solisten ikke mødte op til tiden.